# ورزشگاه بعقوبه
ورزشگاه بعقوبه (به عربی: ملعب بعقوبة) ورزشگاهی چندکاربردی در استان دیاله عراق می‌باشد. امروزه از آن بیشتر برای برپایی مسابقه‌های فوتبال و به عنوان ورزشگاه خانگی باشگاه فوتبال دیاله استفاده می‌شود. این ورزشگاه گنجایش ۱۰۰۰۰ نفر تماشاچی را دارد.